# Leon Keyserling

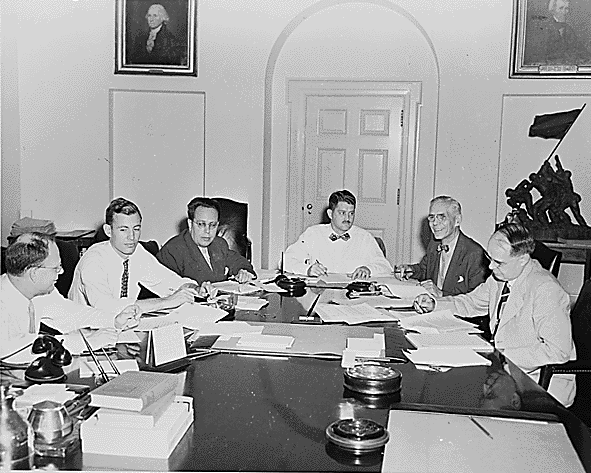
Leon Keyserling (dritter von links) bei einer Sitzung des Council of Economic Advisers (1949)

Leon Hirsch Keyserling (* 22. Januar 1908 in Beaufort, South Carolina; † 9. August 1987 in Washington, D.C.) war ein US-amerikanischer Wirtschaftswissenschaftler, der zwischen 1950 und 1953 Vorsitzender des Council of Economic Advisers war.

## Leben
Nach dem Schulbesuch studierte Keyserling Wirtschaftswissenschaft an der Columbia University und schloss dieses Studium 1928 mit einem Bachelor of Arts (B.A. Economics) ab. Ein anschließendes postgraduales Studium der Rechtswissenschaften an der Law School der Harvard University beendete er 1931 mit einem Doktor der Rechte (LL.D.) und war danach an der Columbia University tätig. Darüber hinaus war er Rechtsassistent im Beratungsstab von Robert F. Wagner, einem langjährigen demokratischen US-Senator aus dem Bundesstaat New York.
Als aufgrund des Employment Act 1946 der Council of Economic Advisers, ein Beratungsorgan des Präsidenten der Vereinigten Staaten,  geschaffen wurde, wurde Keyserling, der Mitglied der Demokratischen Partei war, dessen erster Vize-Vorsitzender und behielt diese Funktion bis 1950. Im Anschluss war er von 1950 bis 1953 als Nachfolger von Edwin Griswold Nourse Vorsitzender dieses Beratungsgremiums.
Nach Beendigung dieser Tätigkeit war Keyserling schließlich zwischen 1954 und 1987 bei der Conference on Economic Progress tätig.

## Veröffentlichungen
Keyserling veröffentlichte seine wirtschaftspolitischen Ideen in zahlreichen Fachbüchern, die sich insbesondere mit Beschäftigungs- und Wohlstandspolitik befassten, aber auch mit dem New Deal der 1930er Jahre. Zu seinen bekanntesten Büchern gehören:
- Redirecting Education (Mitautor Rexford Tugwell, 1934)
- Toward Full Employment and Full Production (1954)
- Consumption-Key to Full Prosperity (1957)
- The Federal Budget and the General Welfare (1959)
- The Peace by Investment Corporation (Mitautor Benjamin Javitts, 1962)
- Taxes and the Public Interest (1963)
- Progress or Poverty (1964)
- The Move Toward Railroad Mergers (1965)
- A Freedom Budget for All Americans (1966)
- The Scarcity School of Economics (1973)
- Liberal and Conservative National Economic Policies and Their Consequences, 1919–79 (1979)
- The Current Significance of the New Deal (1984)